# 庫赫山
47°26′10″N 11°27′22″E / 47.43611°N 11.45611°E

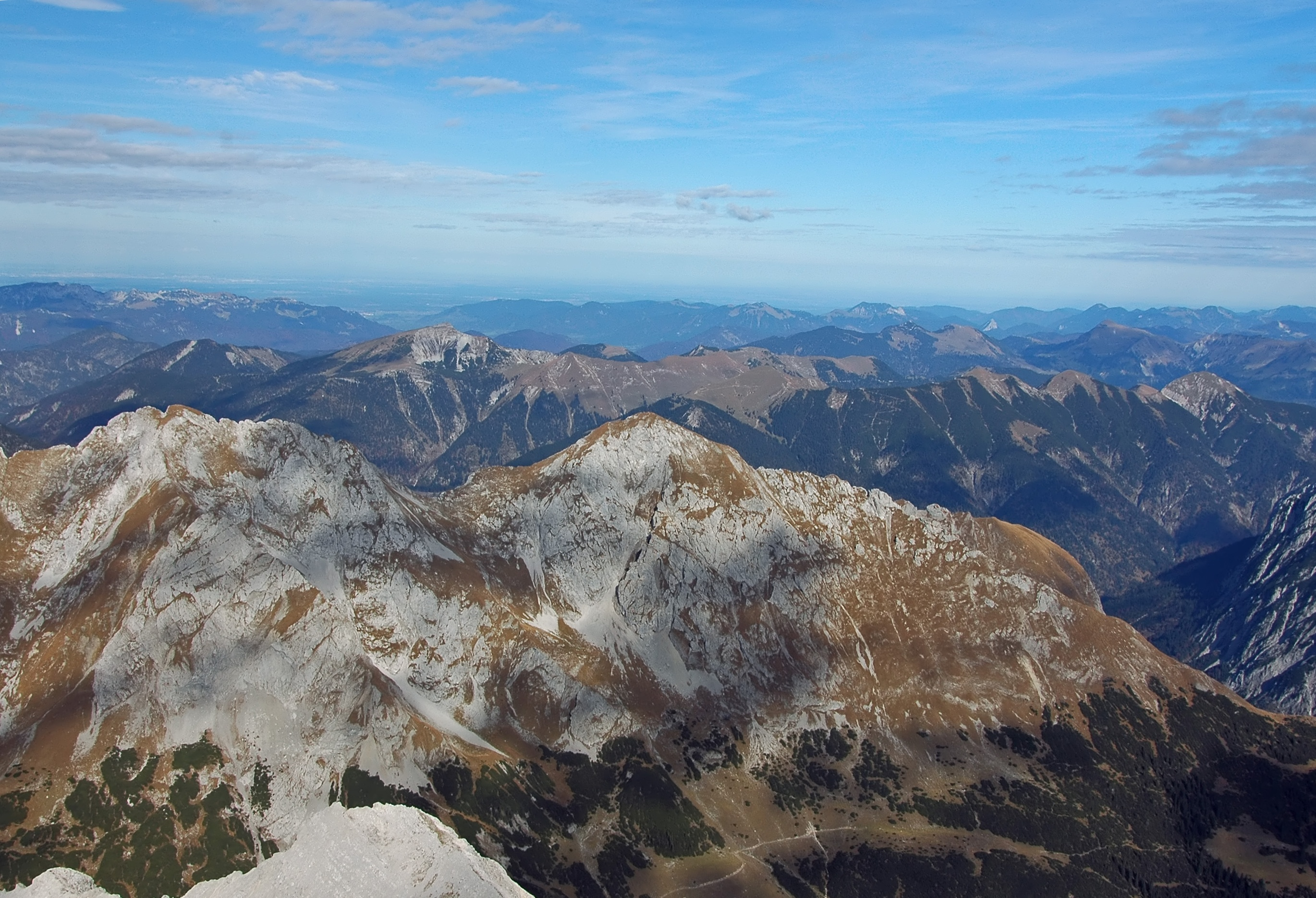

庫赫山（德語：Kuhkopf），是奧地利的山峰，位於該國西部，由蒂羅爾州負責管轄，屬於卡爾文德爾山脈的一部分，距離拉肯卡爾山0.9公里，海拔高度2,399米，人類在1870年7月5日首次登頂。